# Potameia chartacea
Potameia chartacea är en lagerväxtart som beskrevs av André Joseph Guillaume Henri Kostermans. Potameia chartacea ingår i släktet Potameia och familjen lagerväxter. Inga underarter finns listade i Catalogue of Life.